# Високий міст
Високий міст (Хай-Бридж, англ. High Bridge) — міст через річку Вітам у місті Лінкольн (Англія). Побудований у 1160 році. Є найстарішим мостом в країні серед тих, на яких побудовано будинки. Протягом 1235—1762 років на східному краї мосту знаходилася каплиця святого Томаса Бекета; будинок, що зараз стоїть на західному краї мосту, в якому знаходилися магазини, було побудовано у 1550 році.

## Історія
Кам'яний Високий міст був побудований близько 1160 року, можливо, замінивши дерев'яний міст. Першою будівлею, спорудженою на мосту, була каплиця святого Томаса Беккета — звичайне явище на середньовічних англійських мостах. У 1550 році на мосту було побудовано триповерховий будинок. З 14 століття міст часто бував причиною повеней, крім того після великих дощів рівень води в річці Вітам міг піднятися настільки, що проходження човнів під мостом ставало практично неможливим.

## Опис

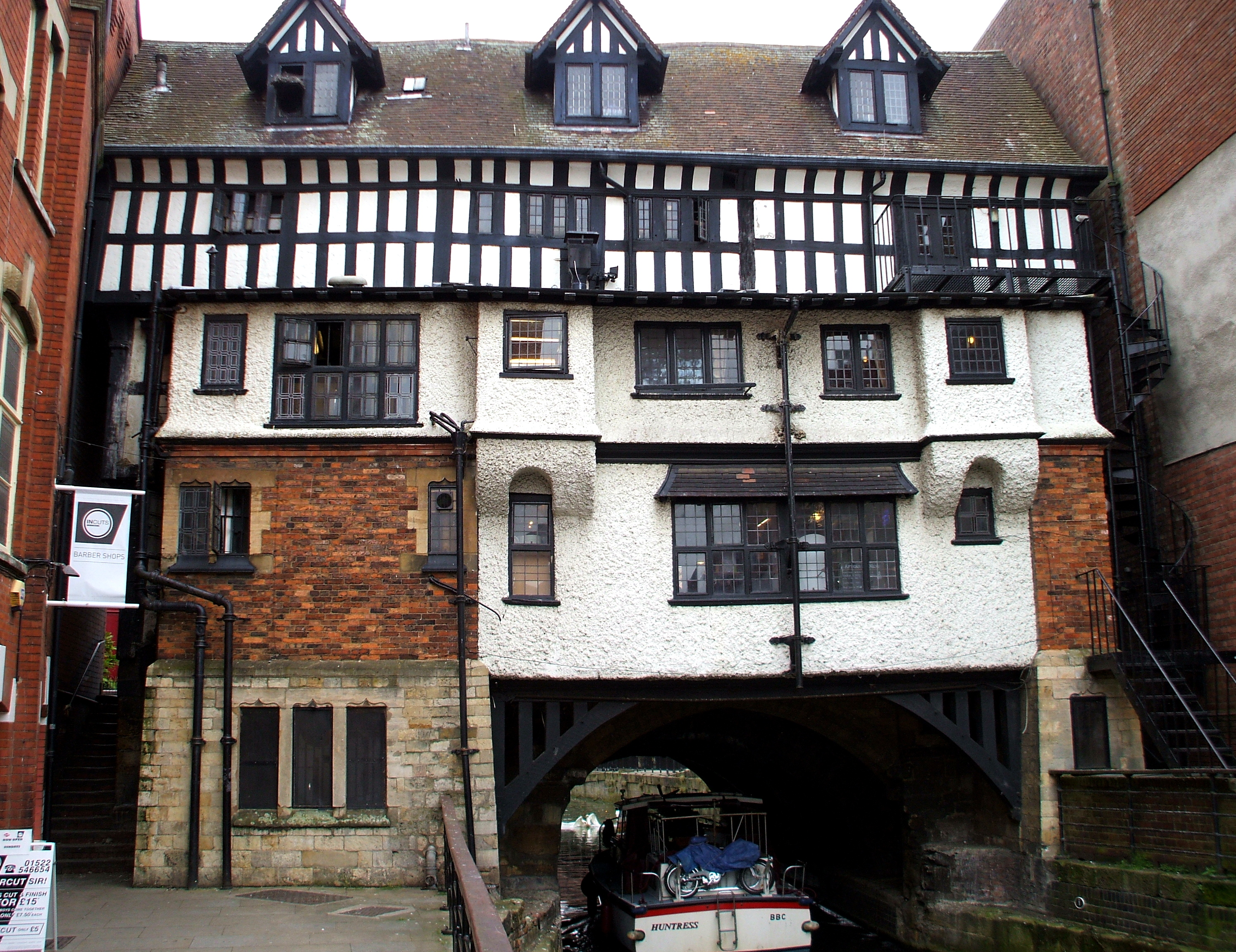
Міст з західного боку.

На західному краї мосту стоїть фахверковий будинок. Два верхніх поверхи будинку виступають вперед і трохи нависають над першим поверхом, а по кутах — різьблені фігури ангелів. Магазини були частково демонтовані та перебудовані в 1901—1902 роках під наглядом місцевого архітектора Л. Воткінса. Тепер на першому поверсі будинку розташоване кафе.

## Інші мости такого типу
Подібні мости (з будинками) були широко розповсюджені за Середньовіччя, одним з найвідоміших мостів такого типу був старий Лондонський міст 1209—1831 років, однак багато з них було демонтовано через перешкоджання течіям річок та навігації. У Великій Британії залишилося лише 2 моста зі старими будівлями. Інший — міст Палтні через річку Ейвон у місті Бат. Крім того, подібні мости є в Німеччині й Франції.

## Виноски
1. 1 2 3 4  National Heritage List for England
2. ↑   Great Britain and Ireland, a Phaidon Cultural Guide. — Prentice-Hall, 1985. — P. 379. (англ.)
3. ↑   D. Kemp. The Pleasures and Treasures of Britain: A Discerning Traveller's Companion. Dundurn Press, Toronto & Oxford, 1992. P. 189. ISBN 1-55002-159-1 (англ.)
4. 1 2   High Bridge. Newsarama. Visit Lincoln Community Interest Company. Процитовано 25 лютого 2020. (англ.)
5. ↑   Antram N (revised), Pevsner N & Harris J, (1989), The Buildings of England: Lincolnshire, Yale University Press, p. 523. (англ.)